# Das Leuchten der Stille (Roman)
Das Leuchten der Stille ist ein Roman von Nicholas Sparks, der 2006 in den USA unter dem Titel Dear John veröffentlicht wurde.

## Inhaltsbeschreibung
In dem Roman geht es einerseits um die Liebesbeziehung zwischen der Studentin Savannah und dem Soldaten John Tyree, andererseits auch um die Beziehung Johns zu seinem Vater.
Die Geschichte beginnt mit der Kindheit John Tyrees in Wilmington, North Carolina. Sein Vater, der unter dem Asperger-Syndrom leidet und außer seiner Münzsammlung keine großen Passionen hegt, zieht ihn alleine groß. Diese Münzsammlung ist auch das Einzige, was Vater und Sohn verbindet. Zwar ging dieses Hobby ursprünglich von John aus, jedoch ist es Johns Vater, der zunehmend eine regelrechte Besessenheit entwickelt. Da sich John zugleich immer weniger dafür interessiert, entfernen sich Vater und Sohn letztlich auch bei dieser letzten Gemeinsamkeit voneinander. John rebelliert, um Aufmerksamkeit von seinem Vater zu erlangen. Sein Leben verläuft insgesamt orientierungslos, bis er beschließt, in die Army einzutreten.
Auf einem Heimatbesuch bei seinem Vater lernt er die Studentin Savannah kennen. Auch sie ist nur in ihren Semesterferien in Wilmington, um sich sozial zu engagieren. John ist von Savannahs Engagement beeindruckt, und so kommt es zu einer Annäherung der beiden. Savannah findet schnell einen guten Zugang zu Johns Vater, da sie den Umgang mit Autisten kennt: Alan, der der Bruder ihres guten Freundes Tim ist, ist wie Johns Vater autistisch veranlagt. John ist überrascht, wie unbeschwert und verständnisvoll sie mit seinem Vater umgeht.
Bald muss Savannah zurück ans College, doch die junge Beziehung soll nicht verlorengehen. John verspricht Savannah, dass er mit ihr in einem Jahr, nach Ablauf seiner Dienstzeit bei der Armee, eine gemeinsame Zukunft aufbauen wolle. Von seinen Einsatzorten rund um die Welt schreibt er sich mit Savannah fortan etliche Briefe. Dem Dienstende kommen die Terroranschläge am 11. September 2001 dazwischen, da John sich verpflichtet sieht, mit seinen Dienst zu verlängern. Als John diesen Entschluss Savannah bei einem Wochenende in der Heimat mitteilt, ist sie erst wütend, dann traurig, willigt aber letztendlich ein, auf ihn zu warten.
John wird nach Afghanistan geschickt. Dort wartet er sehnsüchtig auf Briefe von Savannah, die nicht mehr kommen. Nach zwei Monaten erhält er dann einen letzten Brief von ihr, in dem sie ihm schreibt, dass sie einen anderen Mann heiraten werde. John ist verletzt, vernichtet alle gesammelten Briefe und konzentriert sich auf seinen Einsatz als Soldat. Auch nachdem er bei einem Einsatz angeschossen wird, bleibt er bei der Armee. Als er die Hiobsbotschaft erhält, dass sein Vater einen Schlaganfall erlitten habe, kehrt er erstmals wieder in die USA zurück. Am Krankenbett des Vaters kommt es zu einer Aussprache zwischen den beiden, kurz bevor sein Vater stirbt. 
Einsam und alleine trauert John, macht sich dann aber auf die Suche nach Savannah und findet sie auf der Farm ihrer Eltern. Sie hatte dort einen Reiterhof zur Therapie von autistischen Kindern eröffnet, scheiterte aber damit. So gilt ihre ganze Aufmerksamkeit ihrem Mann – Tim, wie John alsbald erfährt –, der Lymphdrüsenkrebs im Endstadium hat und stationär im Krankenhaus versorgt wird. Als sie Tim anschließend im Krankenhaus besuchen, erzählt dieser John, dass Savannah ihn immer noch liebe. Zurück auf der Farm sprechen John und Savannah sich aus, und es wird deutlich, dass beide wünschten, noch die Möglichkeit einer gemeinsamen Zukunft zu haben. So aber bricht John auf und verkauft vor seiner Rückkehr in den Einsatz die Münzsammlung seines Vaters. Das Geld schickt er Savannah, um die teure Medikation und Heimpflege für Tim zu bezahlen.

## Verfilmung
Im Jahr 2010 wurde Das Leuchten der Stille (Dear John) mit Channing Tatum und Amanda Seyfried in den Hauptrollen verfilmt.